# David Campbell
David Anthony Campbell (ur. 2 czerwca 1965 w Eglinton) – północnoirlandzki piłkarz występujący na pozycji pomocnika.

## Kariera klubowa
Campbell zawodową karierę rozpoczynał w 1984 roku w angielskim klubie Nottingham Forest z First Division. W sezonie 1986/1987 grał na wypożyczeniu w Notts County. Potem powrócił do Nottingham, w barwach którego rozegrał w sumie 41 spotkań i zdobył 3 bramki.
W październiku 1987 roku Campbell odszedł do innego zespołu First Division, Charltonu Athletic. W sezonie 1988/1989 był stamtąd wypożyczony do Plymouth Argyle. Na początku 1989 roku odszedł do Bradford City. W ciągu 1,5 roku zagrał tam w 35 meczach i strzelił 4 gole.
W 1990 roku Campbell odszedł do irlandzkiego Shamrock Rovers. W 1992 roku wypożyczono go stamtąd do północnoirlandzkiego Cliftonville. Następnie grał w zespołach Rotherham United, Burnley, Lincoln City, Portadown, Wigan Athletic oraz Cambridge United, gdzie w 1995 roku zakończył karierę.

## Kariera reprezentacyjna
W reprezentacji Irlandii Północnej Campbell zadebiutował 23 kwietnia 1986 roku w wygranym 2:1 towarzyskim meczu z Marokiem. W tym samym roku został powołany do kadry narodowej na Mistrzostwa Świata. Zagrał tam w pojedynku z Brazylią (0:3). Tamten mundial Irlandia Północna zakończyła na fazie grupowej. W latach 1986–1988 w drużynie narodowej Campbell rozegrał w sumie 10 spotkań.